# Pont de Bergnä
Le pont de Bergnä (en suédois : Bergnäsbron) est un pont en arc sur le fleuve Luleälven situé entre le centre-ville de Luleå et Bergnäset en Suède,.

## Construction
Monberg & Thorsen AB a été retenu comme entrepreneur pour la pose des fondations et les travaux de bétonnage et AB Motala Verkstad (sv) était responsable des structures en acier, des machines et des équipements électriques. La construction du pont a eu lieu dans les années 1950-1954, elle a été achevée en 1954 et inaugurée par le prince Bertil de Suède,. 

## Caractéristiques
Le pont articulé le plus septentrional de Suède et a une longueur de de 896,5 mètres.
À sa construction, c'était le deuxième plus long pont de Suède. 
Bergnäsbron reste toujours le pont le plus long du comté de Norrbotten,. 
Le pont a une hauteur libre de 7,3 mètres lorsqu'il est fermé. 
Sa chaussée a 7,3 sept mètres de large.
Des voies piétonnes et cyclables séparées, d'une largeur de trois mètres, sont prévues des deux côtés de la chaussée,.
Le pont à double battant a une portée théorique sur la partie ouvrable d'un total de 33 mètres et la largeur libre du pont est de 13 mètres (chaussée de 7,3 m + doubles voies circulation douce de 3 m chacune). 
Le tablier du pont d'origine était en bois, mais a ensuite été remplacé par de l'aluminium.
L'avenir du pont est en question.

## Ponts voisins
Depuis 1941, l'ancien pont de Gäddvik existe un peu en amont. 
Avant cela, depuis 1880, la ligne de traversiers Bergnäset-Luleå était la seule liaison traversant le fleuve, lorsqu'il n'était pas pris par la glace.  
En 1978 le nouveau pont de Gäddvik, a été construit pour absorber le trafic lourd de la route européenne 4.
En 2024, environ 17 000 véhicules traversent le pont chaque jour.

## Vues du pont

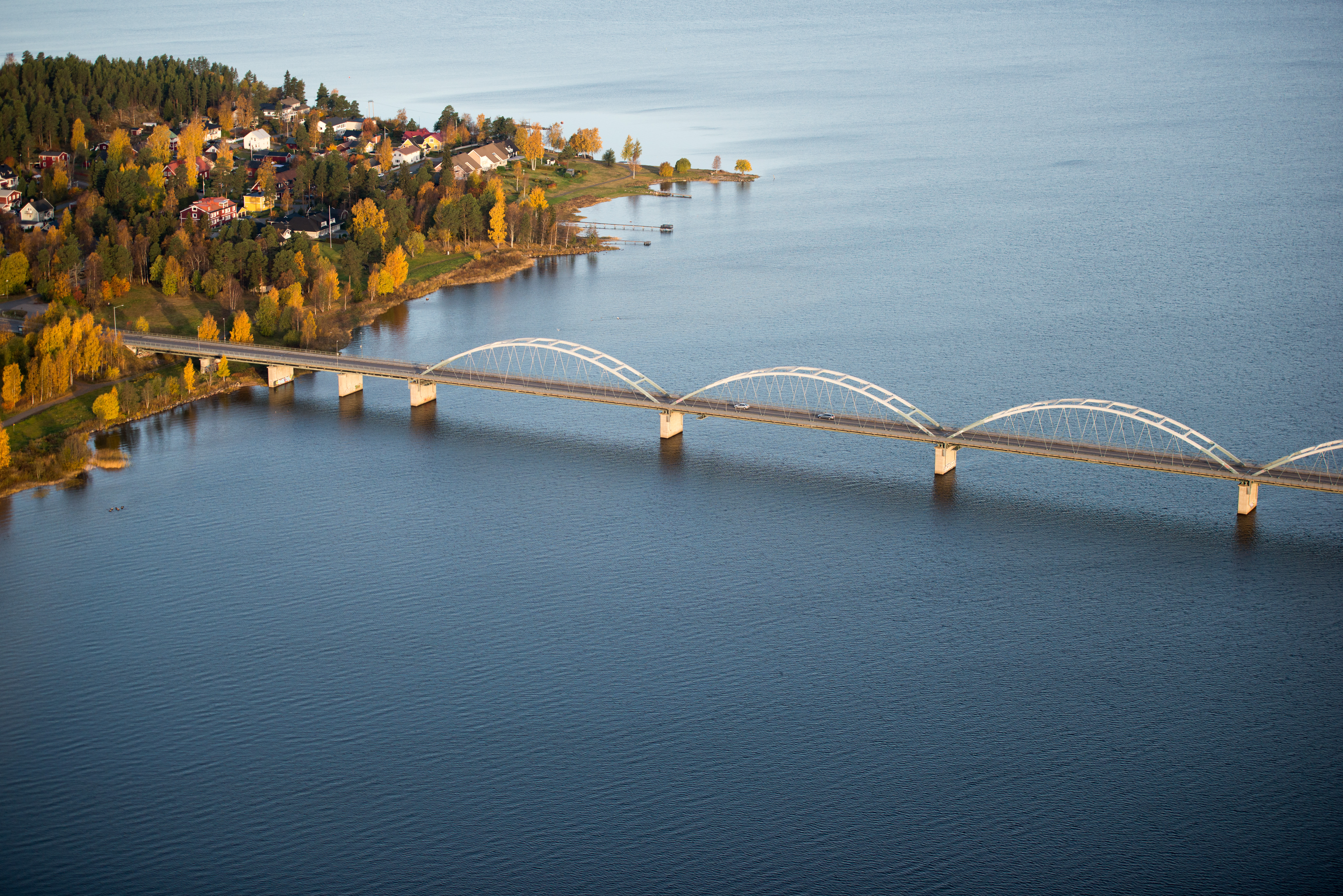
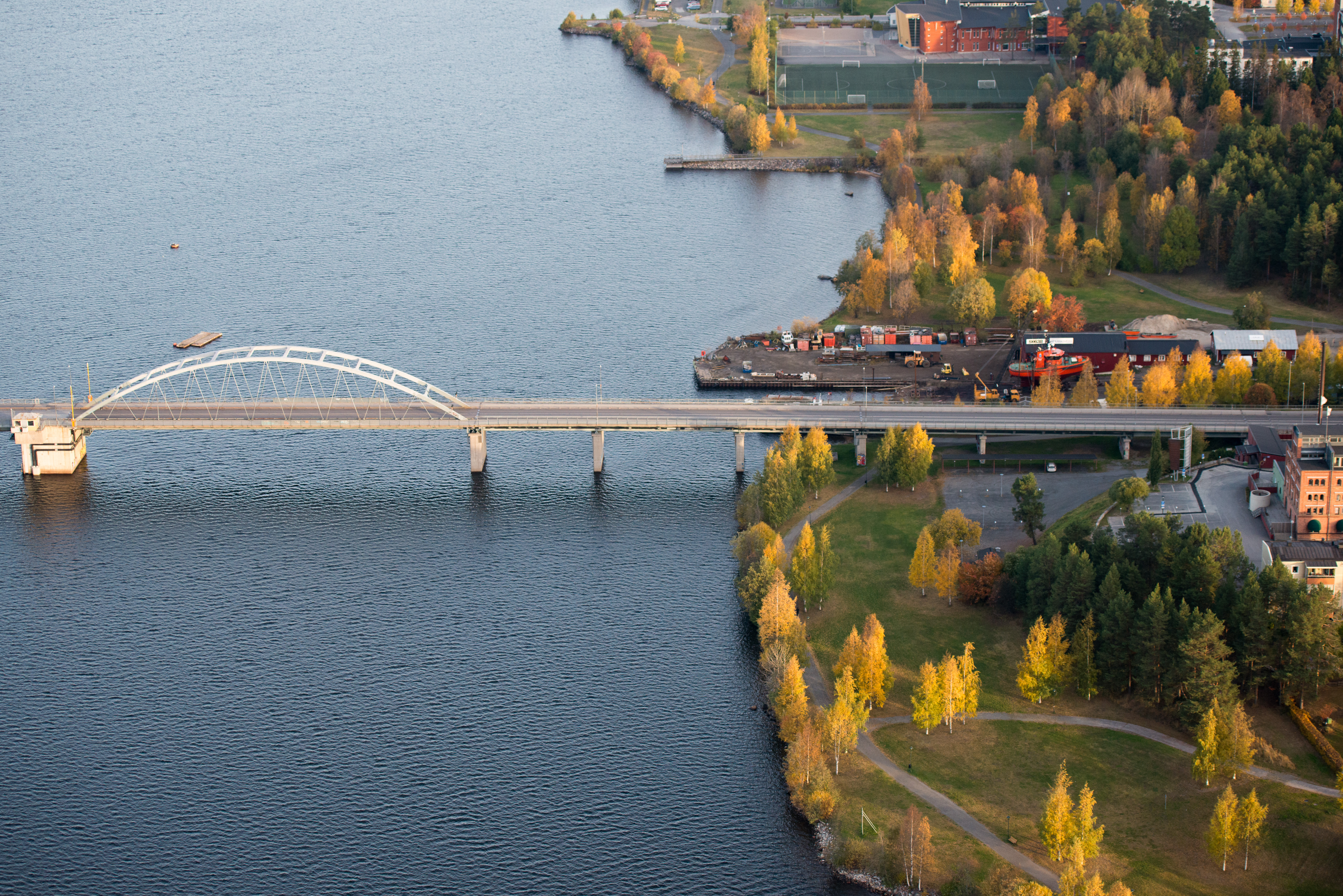
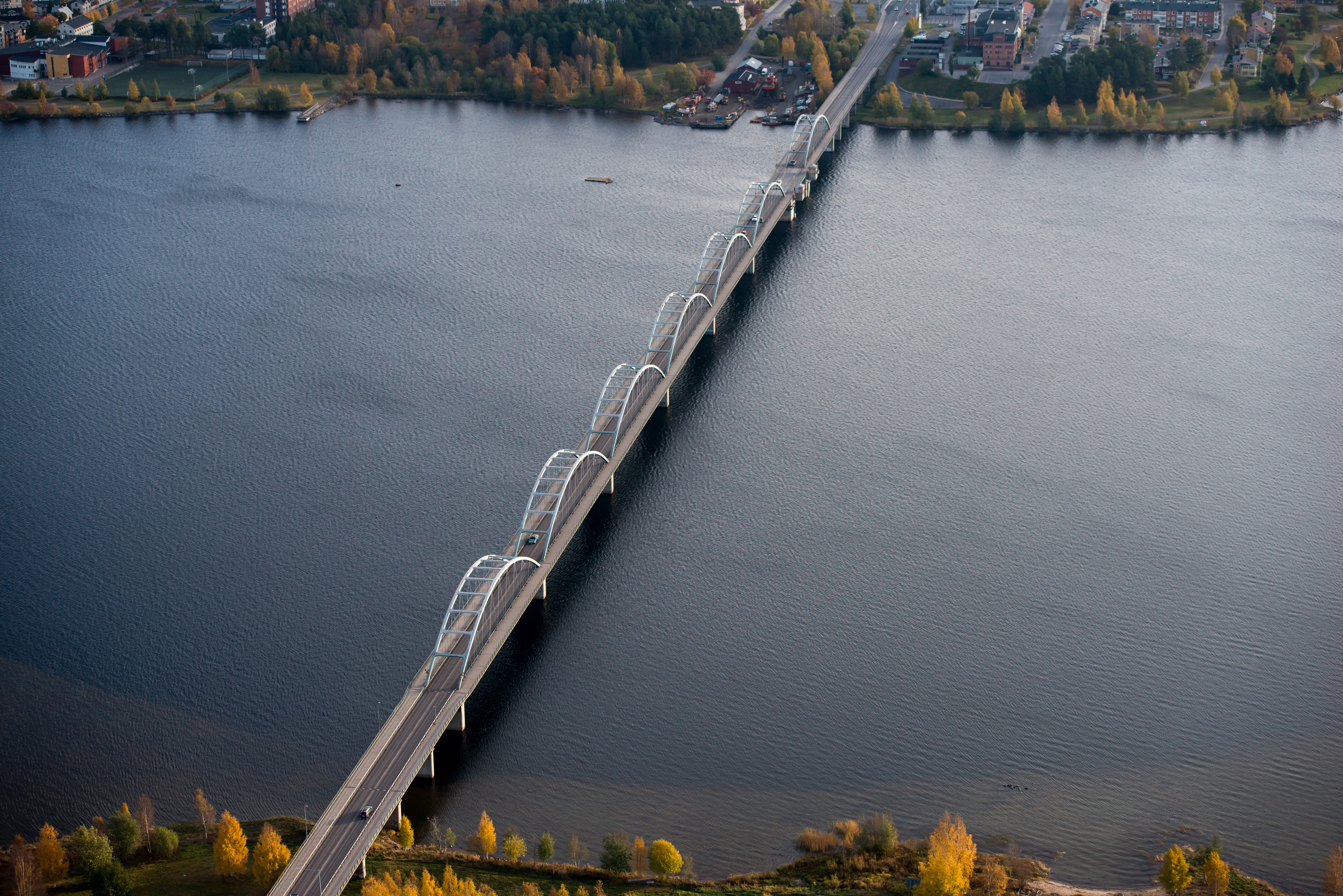